# الرسلی (مریلند)
الرسلی (به انگلیسی: Ellerslie) شهری در ایالت مریلند کشور ایالات متحده آمریکا است که جمعیت آن در سرشماری سال ۲۰۱۰ میلادی، ۵۷۲ نفر بوده‌است.